# Pleuridium lindigianum
Pleuridium lindigianum là một loài rêu trong họ Ditrichaceae. Loài này được Hampe S.P. Churchill mô tả khoa học đầu tiên năm 1988.